# LNB Pro A de 2017–18
A Liga Francesa de Basquetebol de 2017–18 é a 96ª edição da máxima competição francesa de basquetebol masculino, sendo a 30ª edição organizada pela Ligue Nationale de Basket (LNB). A equipe do Élan Chalon busca defender seu título e a ASVEL Basket busca retomar sua hegemonia como o maior campeão francês.
Atualmente a liga recebe patrocínio e namings rights da empresa estadunidense Jeep, passando a denominar-se Jeep Élite.

## Equipes Participantes
Após o término da época 2016–17, Orléans Loiret Basket e SLUC Nancy Basket foram rebaixados para a 2ª divisão por ocasião de serem os últimos na tabela, ao mesmo tempo que o campeão da temporada regular da LNB Pro B, JL Bourg Basket e o campeão dos playoffs de promoção, Boulazac Basket Dordogne foram promovidos para a atual temporada da LNB ProA.
| Equipe                  | Localização          | Arena                           | Capacidade |
| ----------------------- | -------------------- | ------------------------------- | ---------- |
| Antibes Sharks          | Antibes              | Azur Arena                      | 5.249      |
| Boulazac Basket         | Boulazac             | Le Palio                        | 5.200      |
| AS Monaco               | Fontvieille (Mónaco) | Salle Gaston Médecin            | 3.700      |
| ASVEL Basket            | Villeurbanne         | Astroballe                      | 5.556      |
| BCM Gravelines          | Gravelines           | Sportica                        | 3.500      |
| Reims Champagne         | Reims                | Complexo René-Tys               | 3.000      |
| Cholet Basket           | Cholet               | La Meilleraie                   | 5.191      |
| Pau-Lacq-Orthez         | Pau                  | Palácio de Esportes de Pau      | 7.707      |
| Élan Chalon             | Chalon-sur-Saône     | Le Colisée                      | 5.000      |
| ESSM Le Portel          | Le Portel            | Le Chaudron                     | 3.500      |
| Hyères-Toulon           | Hyères-Toulon        | Palácio de Esportes de Toulon   | 4.700      |
| JDA Dijon               | Dijon                | Palácio de Esportes de Dijon    | 5.000      |
| JL Bourg                | Bourg-en-Bresse      | Ekinox                          | 3.548      |
| Nanterre                | Nanterre             | Palácio de Esportes de Nanterre | 3.000      |
| Le Mans                 | Le Mans              | Antarès                         | 6.000      |
| Limoges                 | Limoges              | Beaublanc                       | 6.000      |
| Levallois Metropolitans | Levallois            | Palácio de Esportes             | 4.000      |
| Levallois Metropolitans | Paris                | Pierre de Coubertin             | 4.200      |
| Strasbourg              | Estrasburgo          | Rhénus Sport                    | 6.200      |

## Formato de Competição
Disputa-se Temporada Regular com as equipes enfrentando-se em casa e fora de casa, apurando os oito melhores que disputam os playoffs e os dois piores classificados são rebaixados para a ProB.

## Primeira Fase

### Calendário Temporada Regular
A Temporada Regular está programada para ser disputada entre  23 de setembro de 2017 e 15 de maio de 2018.
| Casa\Visitante       | ANT   | BOU     | ASM    | ASV   | GRA    | REI   | CHO   | PAU    | CHA    | LEP   | HYE    | DIJ    | LEB   | NAN   | LEM   | LIM    | LEV   | STR     |
| -------------------- | ----- | ------- | ------ | ----- | ------ | ----- | ----- | ------ | ------ | ----- | ------ | ------ | ----- | ----- | ----- | ------ | ----- | ------- |
| Antibes              |       | 75-70   | 76-85  | 91-73 | 88-81  | 82-92 | 74-76 | 86-85  | 76-91  | 70-63 | 83-79  | 77-74  | 77-75 | 70-89 | 69-72 | 78-86  | 73-82 | 79-57   |
| Boulazac             | 78-91 |         | 67-94  | 67-76 | 75-71  | 70-73 | 67-91 | 70-81  | 96-86  | 88-87 | 71-62  | 95-99  | 71-62 | 83-71 | 68-82 | 66-75  | 87-91 | 109-102 |
| Monaco               | 84-76 | 91-64   |        | 83-68 | 94-101 | 92-83 | 86-62 | 85-86  | 87-57  | 84-66 | 92-70  | 94-90  | 83-77 | 91-70 | 66-67 | 105-90 | 78-77 | 83-90   |
| Lyon-Villeurbanne    | 90-86 | 70-76   | 108-80 |       | 78-74  | 93-80 | 77-59 | 82-88  | 104-90 | 83-69 | 102-85 | 86-69  | 83-87 | 81-65 | 79-71 | 71-68  | 77-82 | 76-73   |
| Gravelines-Dunkerque | 79-66 | 113-111 | 55-61  | 73-67 |        | 97-83 | 62-65 | 65-57  | 81-86  | 55-63 | 79-63  | 70-80  | 78-70 | 81-85 | 68-76 | 72-66  | 81-65 | 71-76   |
| Chalon-Reims         | 86-78 | 82-89   | 86-96  | 90-99 | 83-72  |       | 89-73 | 102-94 | 103-97 | 83-75 | 70-64  | 79-92  | 63-95 | 76-85 | 75-76 | 89-79  | 90-93 | 80-72   |
| Cholet               | 90-78 | 79-87   | 72-89  | 69-72 | 77-74  | 83-68 |       | 86-76  | 70-64  | 76-84 | 73-79  | 75-73  | 69-73 | 77-80 | 81-80 | 86-89  | 63-65 | 63-73   |
| Pau-Lacq-Orthez      | 72-78 | 101-77  | 68-90  | 94-82 | 86-80  | 69-77 | 70-78 |        | 105-93 | 77-72 | 84-56  | 65-84  | 93-82 | 89-75 | 75-73 | 84-68  | 93-79 | 76-103  |
| Chalon/Saône         | 95-81 | 87-89   | 73-99  | 84-52 | 74-75  | 91-77 | 84-66 | 62-82  |        | 81-76 | 82-67  | 81-77  | 93-99 | 85-55 | 91-72 | 86-83  | 77-79 | 95-75   |
| Le Portel            | 84-82 | 87-62   | 72-73  | 77-74 | 69-80  | 96-69 | 73-62 | 77-69  | 87-83  |       | 75-62  | 74-58  | 67-63 | 87-73 | 86-79 | 73-51  | 77-82 | 75-80   |
| Hyères-Toulon        | 68-88 | 70-63   | 99-103 | 79-92 | 74-88  | 62-85 | 80-86 | 65-75  | 79-88  | 67-80 |        | 75-72  | 61-82 | 90-86 | 88-62 | 85-70  | 78-72 | 70-73   |
| Dijon                | 77-62 | 101-81  | 71-99  | 92-89 | 97-82  | 86-61 | 78-62 | 102-81 | 88-86  | 79-69 | 98-71  |        | 74-87 | 84-70 | 82-72 | 79-70  | 93-85 | 65-77   |
| Bourg-en-Bresse      | 94-81 | 89-91   | 89-83  | 73-96 | 77-75  | 84-87 | 76-77 | 91-82  | 96-90  | 91-53 | 99-88  | 78-96  |       | 78-89 | 92-91 | 82-62  | 82-85 | 87-85   |
| Nanterre             | 93-77 | 98-68   | 99-69  | 81-80 | 67-89  | 73-72 | 77-73 | 69-87  | 93-82  | 85-54 | 86-79  | 84-72  | 92-86 |       | 77-80 | 73-75  | 85-79 | 102-100 |
| Le Mans              | 93-62 | 94-69   | 94-85  | 90-92 | 103-63 | 90-84 | 65-47 | 73-58  | 63-66  | 77-63 | 92-80  | 88-65  | 91-70 | 83-87 |       | 89-65  | 90-82 | 70-80   |
| Limoges              | 98-80 | 87-68   | 82-74  | 78-52 | 80-72  | 66-81 | 67-60 | 71-82  | 90-65  | 88-79 | 110-93 | 82-60  | 88-75 | 82-80 | 74-70 |        | 79-66 | 80-74   |
| Levallois            | 78-86 | 81-71   | 71-77  | 72-65 | 76-88  | 94-84 | 55-67 | 87-61  | 83-72  | 82-76 | 93-75  | 79-103 | 65-74 | 96-91 | 76-87 | 81-87  |       | 81-83   |
| Strasbourg           | 93-77 | 88-75   | 71-90  | 82-76 | 73-50  | 93-72 | 88-54 | 89-88  | 91-78  | 85-65 | 90-60  | 93-77  | 79-78 | 93-78 | 76-78 | 100-70 | 95-80 |         |

### Classificação Fase Regular
| Pos. | Clube           | %V | J  | V  | D  | P+    | P-   | Avg    | %P+  | %P-  | Classificação           |
| ---- | --------------- | -- | -- | -- | -- | ----- | ---- | ------ | ---- | ---- | ----------------------- |
| 1    | Monaco          | 74 | 34 | 25 | 9  | 2.925 | 2647 | 1.1050 | 86.0 | 77.9 | Playoffs                |
| 2    | Strasbourg      | 71 | 34 | 24 | 10 | 2.849 | 2605 | 1.0937 | 83.8 | 76.6 | Playoffs                |
| 3    | Le Mans         | 62 | 34 | 21 | 13 | 2.733 | 2541 | 1.0756 | 80.4 | 74.7 | Playoffs                |
| 4    | Limoges         | 59 | 34 | 20 | 14 | 2.657 | 2630 | 1.0103 | 78.1 | 77.4 | Playoffs                |
| 5    | Dijon           | 59 | 34 | 20 | 14 | 2.788 | 2679 | 1.0407 | 82.0 | 78.8 | Playoffs                |
| 6    | ASVEL           | 56 | 34 | 19 | 15 | 2.745 | 2677 | 1.0254 | 80.7 | 78.7 | Playoffs                |
| 7    | Nanterre        | 56 | 34 | 19 | 15 | 2.763 | 2748 | 1.1955 | 81.3 | 80.8 | Playoffs                |
| 8    | Pau-Lacq-Orthez | 53 | 34 | 18 | 16 | 2.733 | 2710 | 1.1985 | 80.4 | 79.7 | Playoffs                |
| 9    | Bourg en Bresse | 50 | 34 | 17 | 17 | 2.793 | 2739 | 1.0197 | 82.1 | 80.6 |                         |
| 10   | Levallois       | 48 | 34 | 16 | 18 | 2.694 | 2745 | 9.814  | 79.2 | 80.7 |                         |
| 11   | ESSM Le Portel  | 48 | 34 | 16 | 18 | 2.527 | 2553 | 9.898  | 74.3 | 75.1 |                         |
| 12   | Chalon/Saône    | 45 | 34 | 15 | 19 | 2.795 | 2793 | 1.2007 | 82.2 | 82.1 |                         |
| 13   | Gravelines      | 45 | 34 | 15 | 19 | 2.595 | 2611 | 9.939  | 76.3 | 76.8 |                         |
| 14   | Châlons-Reims   | 45 | 34 | 15 | 19 | 2.754 | 2850 | 9.663  | 81.0 | 83.8 |                         |
| 15   | Cholet          | 42 | 34 | 14 | 20 | 2.447 | 2572 | 9.514  | 72.0 | 75.6 |                         |
| 15   | Antibes         | 39 | 34 | 13 | 21 | 2.653 | 2782 | 9.536  | 78.0 | 81.8 |                         |
| 17   | Boulazac Basket | 36 | 34 | 12 | 22 | 2.639 | 2887 | 9.141  | 77.6 | 84.9 | Rebaixados para a Pro B |
| 18   | Hyères-Toulon   | 18 | 34 | 6  | 28 | 2.523 | 2844 | 8.871  | 74.2 | 83.6 | Rebaixados para a Pro B |

## Playoffs

### Confrontos
|  | Quartas-de-final | Quartas-de-final | Quartas-de-final |         |            | Semifinais | Semifinais | Semifinais |  |  | Final | Final     | Final |
|  |                  |                  |                  |         |            |            |            |            |  |  |       |           |       |
|  |                  | AS Mônaco        | 2                |         |            |            |            |            |  |  |       |           |       |
|  |                  | Pau-Lacq-Orthez  | 0                |         |            |            |            |            |  |  |       |           |       |
|  |                  | Pau-Lacq-Orthez  | 0                |         | AS Mônaco  | 3          |            |            |  |  |       |           |       |
|  |                  |                  |                  |         | AS Mônaco  | 3          |            |            |  |  |       |           |       |
|  |                  |                  | Limoges          | 1       |            |            |            |            |  |  |       |           |       |
|  |                  | Limoges          | Limoges          | 1       | 2          |            |            |            |  |  |       |           |       |
|  |                  | Limoges          |                  |         | 2          |            |            |            |  |  |       |           |       |
|  |                  | Dijon            | 0                |         |            |            |            |            |  |  |       |           |       |
|  |                  |                  |                  |         |            |            |            |            |  |  |       | AS Mônaco | 2     |
|  |                  |                  |                  | Le Mans | 3          |            |            |            |  |  |       |           |       |
|  |                  | Strasbourg       | 2                |         |            |            |            |            |  |  |       |           |       |
|  |                  | Nanterre 92      | 0                |         |            |            |            |            |  |  |       |           |       |
|  |                  | Nanterre 92      | 0                |         | Strasbourg | 2          |            |            |  |  |       |           |       |
|  |                  |                  |                  |         | Strasbourg | 2          |            |            |  |  |       |           |       |
|  |                  |                  | Le Mans          | 3       |            |            |            |            |  |  |       |           |       |
|  |                  | Le Mans          | Le Mans          | 3       | 2          |            |            |            |  |  |       |           |       |
|  |                  | Le Mans          |                  |         | 2          |            |            |            |  |  |       |           |       |
|  |                  | ASVEL            | 1                |         |            |            |            |            |  |  |       |           |       |

#### Quartas de final
| Time 1     | Série | Time 2          | 1º Jogo | 2º Jogo | 3º Jogo |
| ---------- | ----- | --------------- | ------- | ------- | ------- |
| AS Mônaco  | 2 - 0 | Pau-Lacq-Orthez | 99-97   | 98-73   |         |
| Limoges    | 2 - 0 | Dijon           | 79-75   | 81-64   |         |
| Strasbourg | 2 - 0 | Nanterre 92     | 83-56   | 77-70   |         |
| Le Mans    | 2 - 1 | ASVEL           | 68-81   | 72-67   | 79-68   |

#### Semifinal
| Time 1     | Série | Time 2  | 1º Jogo | 2º Jogo | 3º Jogo | 4º Jogo | 5º Jogo |
| ---------- | ----- | ------- | ------- | ------- | ------- | ------- | ------- |
| AS Mônaco  | 3 - 1 | Limoges | 88-71   | 78-71   | 71-76   | 94-83   |         |
| Strasbourg | 2 - 3 | Le Mans | 76-66   | 71-80   | 60-80   | 89-82   | 79-85   |

#### Final
| Time 1    | Série | Time 2  | 1º Jogo | 2º Jogo | 3º Jogo | 4º Jogo | 5º Jogo |
| --------- | ----- | ------- | ------- | ------- | ------- | ------- | ------- |
| AS Mônaco | 2 - 3 | Le Mans | 81-77   | 77-87   | 72-84   | 78-69   | 74-76   |

## Rebaixamento
Por critério de mérito desportivo, foram relegados à LNB Pro B:Boulazac Basket e Hyères-Toulon

## Clubes franceses em competições europeias
| Clube          | Competição        | Resultado                                     |
| -------------- | ----------------- | --------------------------------------------- |
| Levallois      | EuroCopa          | Temporada regular (2v-8d 6º colocado Gr.A)    |
| ASVEL          | EuroCopa          | Top 16 (10v-6d 3º Gr. H)                      |
| Limoges        | EuroCopa          | Top 16 (6v-10d 4º Gr. H)                      |
| Élan Chalon    | Liga dos Campeões | Temporada regular (6v-8d 6º colocado Gr.B)    |
| Strasbourg     | Liga dos Campeões | Eliminado Quartas de finais para AEK Atenas   |
| Monaco         | Liga dos Campeões | Finalista                                     |
| Nanterre       | Liga dos Campeões | Eliminado Oitavas de finais para Banvit B.K.  |
| ESSM Le Portel | Copa Europeia     | Eliminado Quartas de finais para Bakken Bears |